# تورنالی
تورنالی (انگلیسی: Turnaly) یک شهرک در شهرستان سالاواتسکی استان باشقیرستان کشور روسیه است.